# Glagolska oblika
Glagolske oblike se v grobem delijo na osebne in neosebne. 
- Osebne glagolske oblike: spregane oblike, ki izražajo osebo, spol, število, način in naklon;[1]
- Neosebne glagolske oblike: oblike, ki jim ni možno določiti osebe (nedoločnik, namenilnik, deležnik, deležje, glagolnik).